# Évelyne Huytebroeck
Évelyne Huytebroeck (ur. 2 maja 1958 w Etterbeek) – belgijska (francuskojęzyczna) samorządowiec i dziennikarka, współprzewodnicząca Ecolo (2002–2004) i Europejskiej Partii Zielonych (2019–2022), minister w rządach Francuskiej Wspólnoty Belgii i Regionu Stołecznego Brukseli.

## Życiorys
W 1981 uzyskała licencjat z dziennikarstwa i komunikacji społecznej na Université Libre de Bruxelles. W latach 80. była attaché prasową w międzynarodowej federacji związków zawodowych ICFT i organizacji młodych muzyków, a także rzeczniczką europosła François’a Roelants du Vivier. Pracowała jako dziennikarka prasowa m.in. w „La Libre Belgique” i belgijskim „Marie Claire”, prowadziła także audycję w Ouest-Radio.
W 1982 zaangażowała się w działalność polityczną w ramach Ecolo. W latach 1989–2002 zasiadała w Parlamencie Regionu Stołecznego Brukseli. Od lipca 2002 do lipca 2004 była jednym z trzech sekretarzy (liderów) Ecolo, początkowo razem z Philippe’em Defeyt i Mariiem Hordies, a po porażce w wyborach w 2003 z Jeanem Michelem Javaux i Claude’em Brouirem. Następnie zajmowała stanowiska minister w rządzie regionu brukselskiego, odpowiadając za środowisko, energię i zarządzanie wodą (2004–2009), środowisko i energię (2009–2014). Ponadto od 2009 do 2014 wchodziła w skład rządu Francuskiej Wspólnoty Belgii, odpowiadając za sprawy wsparcia młodzieży, więźniów i seniorów. W 2020 została szefem rady administracyjnej hub.brussels, lokalnej agencji inwestycyjnej. Kierowała także dwoma sieciami współpracy miast i uczestniczyła w różnych szczytach ONZ dotyczących klimatu (COP). Od listopada 2019 do lipca 2022 piastowała funkcję współprzewodniczącej Europejskiej Partii Zielonych razem z Thomasem Waitzem, następnie delegowana przez EPZ do sieci Zieloni Globalni.
Zamężna z Michelem Simonem.